# Louis Lagorgette
Louis Lagorgette, né le 20 mai 1895 à Issac (Dordogne) et mort le 29 décembre 1937 entre Briare et Montargis (Loiret) lors un accident de la route, est un ingénieur des Travaux publics de l'État.

## Biographie
Il est adjoint au maire de Boulogne-Billancourt de 1935 à 1937, chef du Secrétariat particulier du Ministre d'État Paul Faure, directeur de la revue Les Travaux publics, membre de la Commission administrative permanente du Parti socialiste SFIO et rédacteur en chef du journal L'Émancipation.
Le 29 décembre 1937, sa voiture percute, près de Montargis sur la Nationale 7, entre Briare et Montargis, celle de Pierre Michelin, président de Citroën ; Louis Lagorgette, sa femme et son fils sont tués sur le coup.